# Хидето Сузуки
Хидето Сузуки (јап. 鈴木 秀人; 7. октобар 1974) бивши је јапански фудбалер.

## Каријера
Током каријере играо је за Џубило Ивата.

## Репрезентација
За репрезентацију Јапана дебитовао је 1997. године.

## Статистика
| Јапан  | Јапан | Јапан |
| Год.   | Ута.  | Гол.  |
| ------ | ----- | ----- |
| 1997   | 1     | 0     |
| Укупно | 1     | 0     |